# Соломон Салтиел
Соломон Моис Салтиел е български физик.

## Биография
Роден е на 31 август 1947 г. в София. Завършва техникум по слаботокова електротехника „А.С. Попов“ в София и физика в Московския държавен университет, катедра Физика на вълновите процеси. Там защитава кандидатска дисертация през 1976 г. под ръководството на проф. С. А. Ахманов. От 1978 г. е преподавател в Софийския университет. 1995 г. защитава докторска дисертация, а от 1996 е професор. 2004 г. е избран за член-кореспондент на Българска академия на науките. Женен с две деца.
Основните му научни интереси са в областта на нелинейната оптика, лазерната техника и
спектроскопията. Соломон Салтиел е автор и съавтор на над  120 научни труда, обзорни статии и доклади, на учебник по физика за 12 клас, на книгата „Лазерна техника“ (в съавторство с Марин Ненчев) и др.
Почива на 7 май 2009 г.